# Ontslapeniskerk (Voronezj)
De Kerk van de Ontslapenis van de Moeder Gods (Russisch: Успенская семинарская церковь) is een russisch-orthodox kerkgebouw in de russische stad Voronezj, De kerk werd in de jaren 1847-1848 gebouwd. De kerk bevindt zich aan de Leninski Prospect 41 tussen flatgebouwen aan de linkeroever van het stuwmeer van Voronezj.

## Geschiedenis
Tot in het midden van de 19e eeuw bestond er in het dorp Monastirsjenka bij Voronezj geen kerk. De nederzetting telde meer dan 1.000 inwoners en er was dringend behoefte aan een eigen kerkgebouw. Daarom besloten de bewoners in de jaren 40 van de 19e eeuw zelf tot de bouw van de kerk die op basis van giften werd gefinancierd. Nadat de benodigde fondsen waren verworven werd in 1848 van start gegaan met het werk. Later werd op het 34 hectare grote terrein ook een kerkhof aangelegd. In 1851 begon men met de bouw van woonhuizen rond de kerk. In het jaar 1884 werd er ingebroken en een aantal zilveren voorwerpen ontvreemd. In maart 1898 begon men met de bouw van een nieuwe parochieschool. De kerk werd in 1902 gerenoveerd. Tijdens de renovatie werden nieuwe pogingen ondernomen om voorwerpen uit de kerk te stelen.

### Sovjet-periode
In 1930 werd het dorp Monastirsjenka bij Voronezj gevoegd. Vanaf dat moment zijn er twee Ontslapeniskerken in Voronezj, want op de rechteroever stond ook een (nog steeds bestaande) Ontslapeniskerk. In de zomer van 1937 ondernam de NKVD een mislukte poging om de kerk de vernietigen. De kerk werd in 1939 gesloten voor de eredienst onder voorwendsel dat de gelovigen niet in staat waren om de kerk te onderhouden. Een beslissing om huizen te bouwen op de plek van de kerk ging niet door. Na de oorlog wisselde de voormalige kerk herhaaldelijk van eigenaar en werd het gebouw voor een langere periode gebruikt voor zoutopslag. In 1987 begon een groep inwoners van Voronezj te ijveren voor heropening van de kerk. Er werden 2.500 handtekeningen verzameld van medestanders en men reisde herhaaldelijk voor dit doel naar Moskou. De overheid was echter van een plan een muziekschool in het gebouw te huisvesten.

### Heropening
In juli 1989 werd de kerk dan toch heropend en in augustus van hetzelfde jaar vond de overdracht aan het bisdom plaats. In september werd de eerste eredienst gevierd. De restauratie van de kerk werd voltooid in 1994. In de kerk werd een kapel gebouwd ter nagedachtenis aan de overledenen wiens graven werden verwoest tijdens de Sovjet-Unie.